# Почему у Грузии получилось
«Почему у Грузии получилось» — книга сотрудницы Института экономического анализа Ларисы Бураковой о реформах в Грузии. В ней на основе результатов двухлетнего наблюдения автора анализируются результаты экономических реформ правительства Михаила Саакашвили.
По мнению автора, важнейшим фактором является то, что население удалось убедить в личной честности руководства. В самой политике можно выделить три ключевых аспекта:
- Дебюрократизация — радикально упрощены процедуры, по которым гражданин должен обращаться в органы власти (получение справок, оформление документов на собственность и паспорта). ГАИ было упразднено и создано с нуля из людей, прежде не служивших в полиции. Радикально уменьшилось количество необходимых согласований в строительстве. Все это привело к тому, что в рейтинге Doing Business Грузия поднялась на 7-е место из 183 возможных.
- Либерализация — количество налогов уменьшено с 22 до 6, сами налоги существенно упрощены (например, работник платит только подоходный налог по фиксированной ставке 20 % в которую уже включены пенсионные выплаты и т. д.). Импортных тарифов всего три: 0 % — для большинства товаров, 5 % или 12 % — на продовольствие и стройматериалы.
- Приватизация — с 2004 года государство распродало огромную часть своей собственности: землю, гостиницы, промышленные объекты, инфраструктуру и т. п. Фактически также пришлось уйти и из сферы здравоохранения, коррупцию в котором другими способами победить не удавалось.

## Реакция на книгу
В 2012 году Н. А. Мендкович (эксперт Центра изучения современного Афганистана) выпустил книгу «Цена реформ, или Почему у Грузии не получилось». По мнению Мендковича, успехи реформ в Грузии, проведённых при Саакашвили, были сильно преувеличены и достигнуты в первую очередь за счёт внешних финансовых вливаний. При этом внешние вливания были потрачены главным образом не на развитие производственной сферы, а на импорт потребительских товаров, что имело следствием перекосы в структуре экономики и торгового баланса. В целом, реформы были спланированы плохо и осуществлены поспешно, во многих случаях дав отрицательный результат. В частности, коммерциализация здравоохранения и реформа трудового законодательства провалились и привели к росту смертности и безработицы соответственно, усугубив и без того непростую социально-экономическую ситуацию в Грузии.